# Fiestas de San Sebastián de los Reyes
Comienza el ciclo con las fiestas en honor del santo patrón de la ciudad: San Sebastián Mártir. Tienen lugar los días 19 y 20 de enero, y están dedicadas a la celebración religiosa, (misa y procesión con la imagen del santo por las principales calles del casco antiguo), y con sus orquestas que amenizan las noches del 19 y 20 en la Plaza de la Constitución, además de la tradicional "suelta de toros" destinados a capea, en el recinto de la plaza de toros, convirtiéndose en el espectáculo que inaugura la temporada taurina de la Comunidad de Madrid. De gran interés resulta el disparo de la extraordinaria mascletá que tiene lugar en la mañana del día 20, en la Plaza de la Constitución.

## Fiesta del 2 de mayo
Coincidiendo con el día de la Comunidad de Madrid, el día 2 de mayo se conmemora la expedición por los Reyes Isabel y Fernando de la Cédula Fundacional de San Sebastián de los Reyes. Este día los vecinos comparten una jornada campestre degustando las "calderetas de carne de toro" del concurso festivo-gastronómico, organizado por el Ayuntamiento en el bello entorno natural de la Dehesa Boyal, situado a las afueras de la localidad.

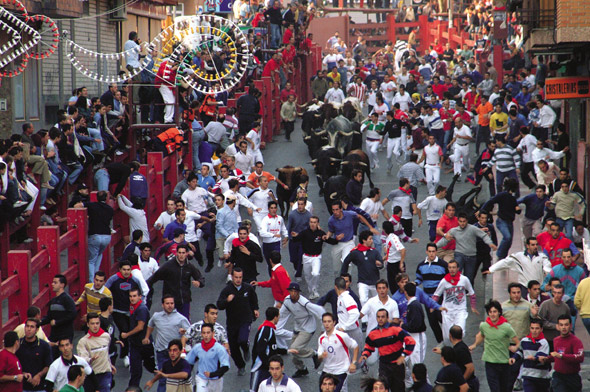
Encierro de San Sebastián de los Reyes en la Calle Estafeta.

## Fiestas del Santísimo Cristo de los Remedios
La fiesta grande queda reservada para la última semana de agosto. La festividad en honor del Stmo. Cristo de los Remedios tiene lugar el día 28 de agosto, aunque el programa de fiestas se extiende durante toda una semana. Los festejos tienen gran renombre, fundamentalmente, por la celebración de sus tradicionales encierros de toros, que datan del año 1525, a los cuales acuden corredores y aficionados de toda España.

Las fiestas del Cristo de los Remedios fueron declaradas de interés turístico nacional, y transforman durante estas fechas la fisonomía del municipio, ya que la atractiva y variada oferta lúdica atrae a miles de visitantes que se dan cita en las calles y plazas de la ciudad. Asimismo los encierros de San Sebastián de los Reyes fueron declarados en 2010 Bien de Interés Cultural.

## Navidad
Con motivo de las fiestas navideñas, anualmente se organiza la exposición de un Belén Monumental donde se exhiben, a lo largo de una superficie de unos 200 m², más de 500 piezas entre: figuras humanas y de animales, tanto fijas como móviles; complementos y unas 50 construcciones que componen cuatro escenarios: Nazaret, Belén, Egipto y Jerusalén.
Completan este escenario efectos de luces, sonido, agua y movimientos de las figuras. Está abierto desde mediados del mes de diciembre hasta la festividad del 6 de enero. Este Belén Monumental es realizado por la Asociación de Belenistas de San Sebastián de los Reyes.
Es también objeto de celebración, la noche del 5 de enero, cuando tiene lugar la tradicional Cabalgata de Reyes Magos compuesta por más de 25 carrozas y unos 600 figurantes que recorren las calles de la localidad, repartiendo caramelos entre vecinos y público asistente.